# Richard Curzon-Howe (1er comte Howe)
Richard William Penn Curzon-Howe (11 décembre 1796 – 12 mai 1870), est un pair et courtisan britannique. Il est 1er comte Howe.

## Biographie
Il est le troisième mais l'aîné des fils survivants de Penn Assheton Curzon (le fils aîné de Assheton Curzon (1er vicomte Curzon) et épouse Esther Hanmer), et de son épouse Sophia Howe, suo jure baronesse Howe (la fille aînée de Richard Howe, 1er comte Howe (de la première création), et son épouse Mary Hartop).

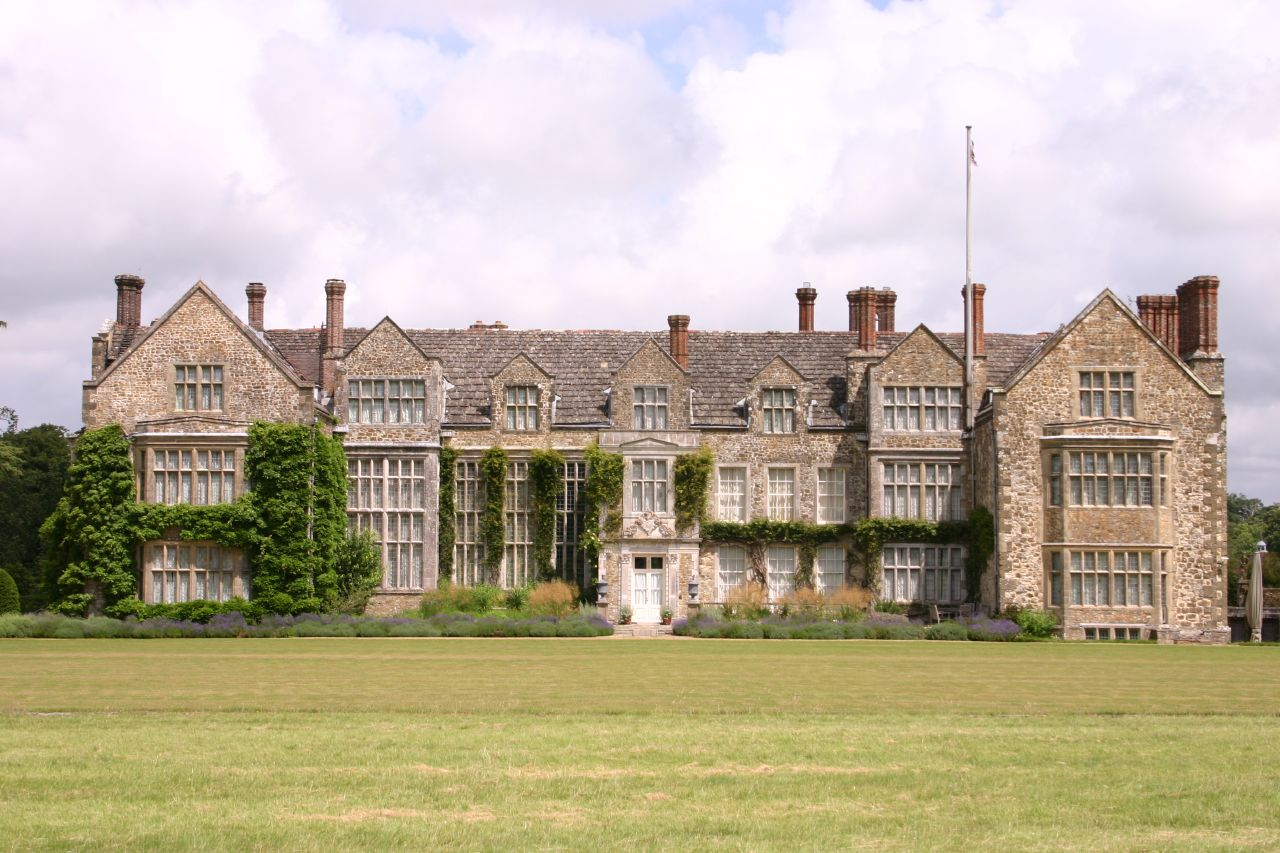
Maison Parham Park

Son père étant mort avant son grand-père, il hérite de la vicomté de son grand-père et de Parham Park en 1820. Il prend le nom supplémentaire de Howe par licence royale un an plus tard et est créé comte Howe (une renaissance du titre précédemment détenu par son grand-père maternel) cette même année. De 1829 à 1830, il est Lord tory de la chambre de George IV, est nommé GCH en 1830 et Lord Chambellan auprès de la reine de 1830 à 1831, puis de 1834 à 1837. À la mort de sa mère en 1835, il hérite de sa baronnie.
Sa charge lui confère une influence considérable sur la reine et par elle sur le roi, qui l’aime et l'admire. Les rumeurs malicieuses selon lesquelles il est l’amant de la reine n’ont pas été prises au sérieux, même à l’époque, et les historiens les ont totalement ignorées. C'est sa position d'extrême conservateur et sa forte opposition au Reform Act de 1832 qui le rendent inacceptable pour le gouvernement. Lord Grey finit par insister pour qu'il soit démis de ses fonctions, au grand dam de la reine. Les négociations ultérieures pour le réintégrer n'aboutissent pas.
Le biographe de Guillaume IV le décrit comme un homme dont la vanité et l'arrogance auraient dû le rendre insupportable, mais qui possédait manifestement un charme personnel suffisant pour que ceux qui le connaissaient ignorent ses défauts.

## Famille

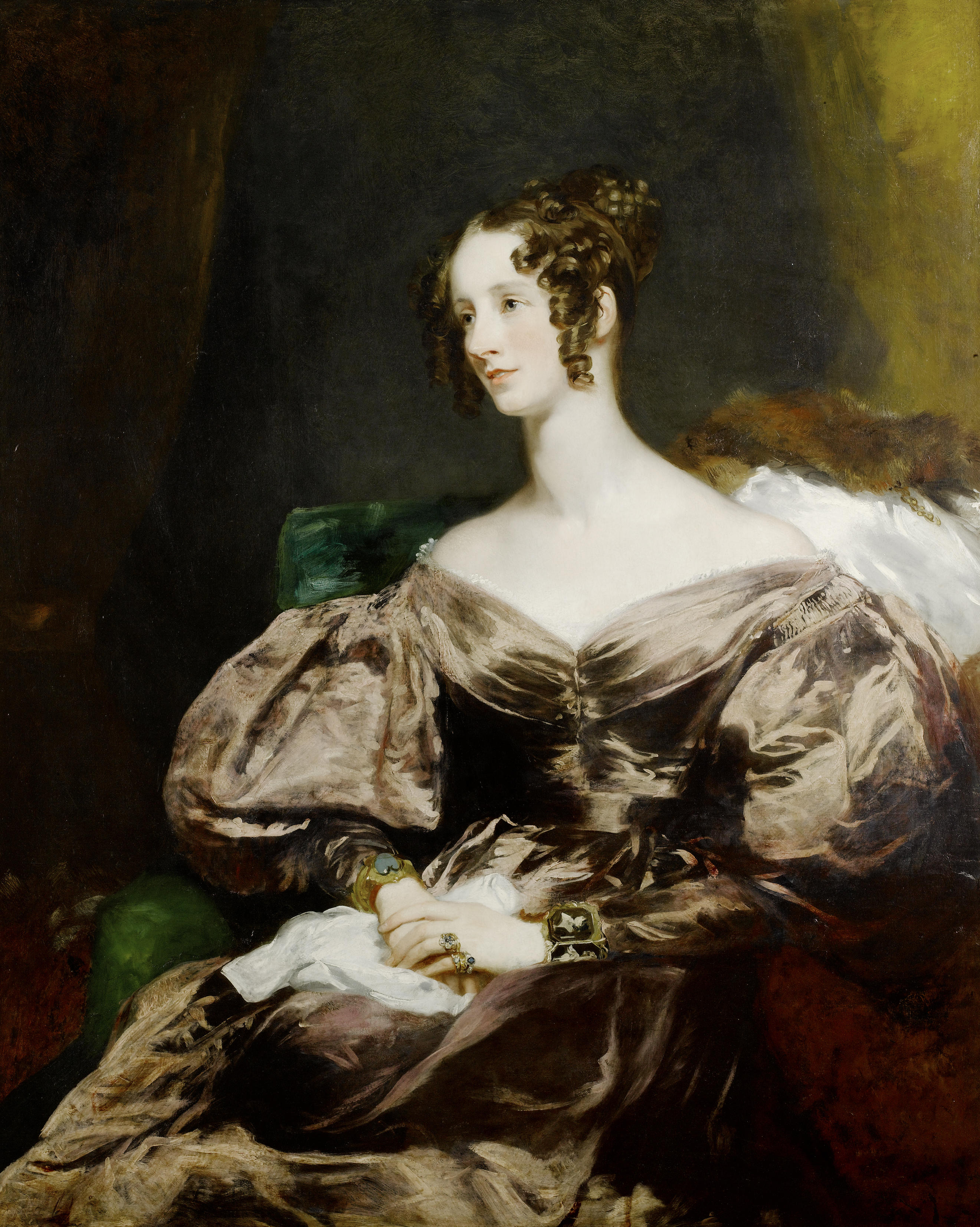
Margaret Sarah Carpenter : Portrait de Harriet, comtesse Howe, 1834

Lord Howe épouse Harriet Georgiana Brudenell, deuxième fille de Robert Brudenell (6e comte de Cardigan), le 19 mars 1820. Ils ont dix enfants:
- George Curzon-Howe (2e comte Howe) (1821-1876).
- Richard Curzon-Howe (3e comte Howe) (1822-1900), ancêtre des comtes suivants.
- Frederick Curzon-Howe (1823-1881).
- Henry Dugdale Curzon-Howe (1824-1910).
- Georgiana Charlotte (1825-1906), épouse Henry Somerset (8e duc de Beaufort).
- William Henry Curzon-Howe (1827-1914).
- Ernest George Curzon-Howe (1828-1885).
- Leicester Smyth (1829-1891).
- Adelaide Curzon-Howe (1835-1903), mariée à Francis Fane (12e comte de Westmorland).
- Emily Mary Curzon-Howe (1836-1910), épouse de Robert Kingscote.

La première épouse de Howe décède en 1836. Le 9 octobre 1845, il épouse Anne Gore (décédée en 1877), deuxième fille de l'amiral John Gore (amiral) (en). Ils ont trois enfants:
- Montagu Curzon (en) (21 septembre 1846 – 1er septembre 1907), marié le 19 octobre 1886 à Esmé FitzRoy (1859 – 25 mai 1939), fille de Francis Horatio FitzRoy (1823 – 1900) et de son épouse Gertrude Duncombe), dont la fille Mary épouse son cousin Francis Curzon, le 5e comte Howe et est la mère du 6e comte Howe.
- Assheton Curzon-Howe (1850-1911)
- Mary Anna (1848-1929), épouse le deuxième duc d'Abercorn ; ancêtres des ducs suivants. Leur petite-fille, Cynthia Hamilton, est la grand-mère paternelle de Diana, princesse de Galles.